# Fausto Masó
Fausto Masó (Camagüey, Cuba, 1943 - Caracas, Venezuela, 22 de febrero de 2024) fue un periodista y escritor cubano-venezolano que desarrolló su carrera principalmente en Venezuela, donde trabajó en diversos medios de comunicación y se dedicó al análisis político.

## Trayectoria
Realizó sus estudios en La Habana, donde se Doctor en Ciencias Sociales de la Universidad de La Habana.Asimismo, estudió periodismo en la Universidad Central de Venezuela.
Masó inició su carrera en el semanario *Lunes de Revolución* en Cuba. En 1961, coordinó junto al escritor Antón Arrufat la antología *Nuevos cuentistas cubanos*, publicada por Casa de las Américas. También colaboró con la revista Orígenes, dirigida por José Lezama Lima.
Posteriormente, en 1965, se trasladó a Venezuela, donde se desempeñó como columnista en varios medios impresos, entre ellos en el diario El Nacional. Además, fue editor y productor de varias revistas y publicaciones dirigidas a diferentes sectores, como aerolíneas, asociaciones civiles, supermercados, y gremios empresariales, entre otros. 
Fundó la editorial Libros Marcados, que se enfocó en la publicación de obras sobre política y análisis social. A lo largo de su carrera, escribió varios libros que abordan temas políticos y sociales, incluyendo Desnudo en Caracas (1974) y Gran Café (1988).
Antes de su trabajo en el programa radial Golpe a Golpe, que condujo junto a Roberto Giusti en Radio Caracas Radio (RCR), Masó ya había establecido una sólida base en el periodismo crítico y analítico en Venezuela. Su labor incluyó denuncias sobre la presencia de guerrillas colombianas en el país, lo que generó tensiones durante su carrera.
Con el nombramiento de Hugo Chávez como presidente de Venezuela, en 1999, escribió varios libros sobre el proceso político venezolano, como Los amantes del tango (2004), El día que se vaya Chávez (2007), El cáncer del presidente (2011; escrito con Sebastiana Barráez), El enigma militar (2011; con Fernando Egaña) y Dos falsos amigos: adiós al socialismo o muerte (2015).
Falleció en Caracas, el 22 de febrero de 2024, a los 90 años de edad.

## Obras
- Desnudo en Caracas (1974)
- Gran Café (1988)
- Los amantes del tango (2004)
- El día que Chávez se vaya (2007)
- Háblame de La Habana (2009)
- El cáncer del presidente (2011), coescrito con Sebastiana Barráez
- El enigma militar (2011), coescrito con Fernando Egaña
- Dos falsos amigos: adiós al socialismo o muerte (2015)